# Sân golf Hoàng Gia

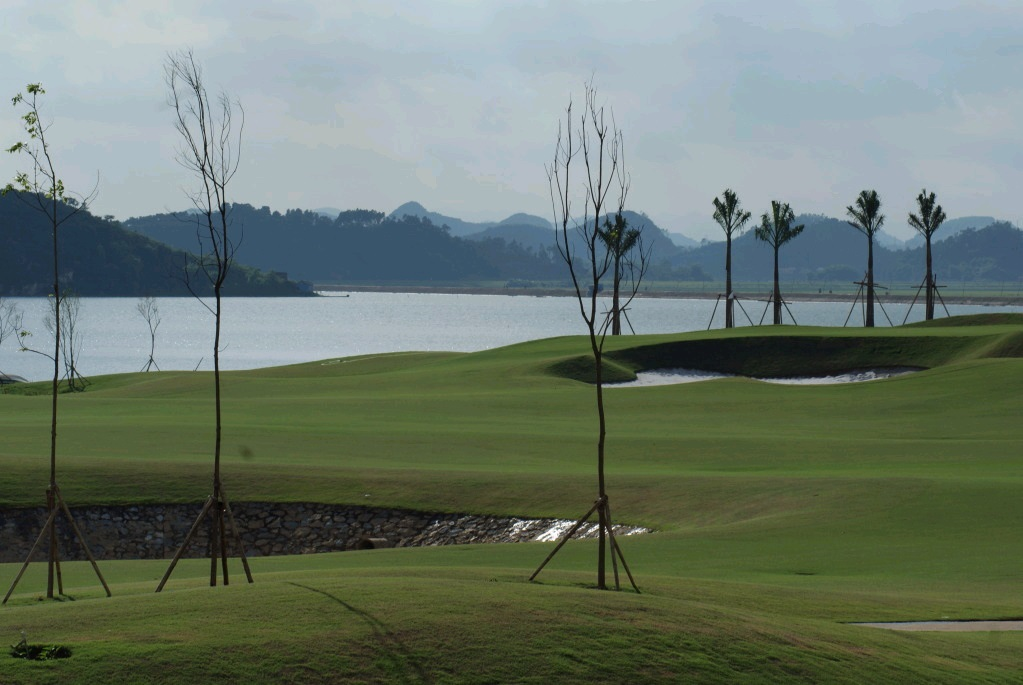
Cảnh sân golf khi đang xây dựng

Sân golf Hoàng gia (tên Tiếng Anh "Royal Golf Club") là một sân golf được đầu tư xây dựng tại địa bàn thành phố Tam Điệp, tỉnh Ninh Bình do Công ty Cổ phần Đầu tư PV-INCONESS - Công ty liên kết với tập đoàn dầu khí quốc gia Việt Nam làm chủ đầu tư. Sân Golf Hoàng Gia là sân golf 54 lỗ, được thiết kế gồm 3 sân 18 lỗ là Sân Đồi Vua, Sân Nữ hoàng và Sân Hoàng Tử. Theo nguồn tin từ các báo thị trường Việt Nam , Cổng thông tin điện tử tỉnh Ninh Bình , Báo Doanh nghiệp 24G, Thời báo kinh tế Việt Nam , Kinh tế đô thị ... thì sân golf Hoàng Gia hiện là sân golf lớn nhất Việt Nam.

## Đặc điểm
Sân golf tọa lạc bên hồ Yên Thắng với tổng diện tích gần 3.000 ha, tổng mức vốn đầu tư hơn 369 triệu USD được xây dựng từ năm 2007 và kết thúc vào năm 2013. Toàn bộ dự án được thiết kế và xây dựng bởi P+Z Development PTE và Golf Corp gồm các chuyên gia đến từ Mỹ, Úc, Scotland, Philippin...cùng với các kỹ sư Việt Nam thực hiện.
Trung tâm liên hợp du lịch và thể thao sân golf 54 lỗ hồ Yên Thắng đã hoàn thành giai đoạn 1, khai trương sân golf 18 lỗ đầu tiên vào cuối năm 2009. Giai đoạn 2 hoàn thành vào năm 2013. Với địa thế thuận lợi, dự án này đi vào hoạt động đã đem lại nguồn thu lớn cho ngân sách thành phố Tam Điệp, giải quyết việc làm, chuyển cơ cấu kinh tế từ nông nghiệp sang du lịch dịch vụ. Đây cũng sẽ là địa điểm du lịch và giải trí chất lượng cao.
Sân golf Hoàng gia có điều kiện thuận lợi nằm ở vị trí của vùng cửa ngõ miền Bắc, gần Quốc lộ 1, quốc lộ 12B, quốc lộ 21B và các điểm du lịch có hạ tầng phát triển như Hồ Đồng Thái, Tam Cốc - Bích Động, động Thiên Hà của tỉnh Ninh Bình.
Sân gôn Hoàng gia là điểm hội tụ, giao lưu của các nhà đầu tư, các doanh nghiệp, các nhà ngoại giao, khách du lịch trong, ngoài nước, góp phần giải quyết việc làm cho hàng nghìn lao động của địa phương, tăng nguồn thu ngân sách, chuyển dịch cơ cấu kinh tế của tỉnh Ninh Bình.

## Các công trình
- Nhà câu lạc bộ Sân Golf Hoàng Gia: được xây dựng trên đỉnh núi đá, thiết kế theo tiêu chuẩn quốc tế là nơi khách chơi Golf giao lưu, gặp gỡ, với những dịch vụ cao cấp như: khu bán đồ Golf & lưu niệm, khu Locker với nhà tắm hơi Jacuzzi, khu nhà hàng quốc tế Âu - Á, khu vui chơi giải trí, khu làm đẹp, khu thể thao…
- Khu Resort “Công chúa”: Nằm ngay bên cạnh Sân Golf Hoàng Gia với chuỗi các biệt thự cao cấp để bán và cho thuê, được thiết kế theo kiến trúc độc đáo, đa dạng, đạt tiêu chuẩn châu Âu, hài hòa giữa cảnh quan thiên nhiên và môi trường trong lành của hồ nước, núi, đồi tạo thành không gian thoáng đãng và môi trường sinh thái tuyệt vời.
- Sân tập: Khu Sân tập của Sân Golf Hoàng Gia được xây dựng quy mô để phục vụ khách chơi Golf khởi động trước khi ra sân cũng như phục vụ các khoá học dành cho người mới chơi.
- Khu Khách sạn 5 sao dạng biệt thự và khu nghỉ dưỡng nằm bên hồ Yên Thắng có tầm nhìn bao quát toàn bộ mặt hồ và đồi núi trùng điệp và thưởng ngoạn phong cảnh từ bên ngoài Câu lạc bộ Sân Golf Hoàng Gia.
- Khu nhà vườn: Bố trí đan xen trong khu vực sân Golf, các khu biệt thự xinh đẹp được thiết kế theo phong cách kiến trúc riêng, với những nét riêng biệt đảm bảo không phá vỡ cảnh quan tổng thể chung, tạo ra một không gian nghỉ dưỡng tiện nghi, hiện đại nhưng vẫn mang đậm nét truyền thống dân tộc.
- Nhà xưởng: Với hệ thống nhà xưởng hiện đại và chuyên nghiệp phục vụ bảo dưỡng xe Golf carts và các thiết bị phụ trợ luôn cung cấp các dịch vụ tốt nhất cho khách trong suốt thời gian vui chơi, thi đấu tại Sân Golf Hoàng Gia.
- Các dịch vụ khác: Hệ thống dịch vụ hoàn hảo từ nhà hàng, spa, sauna. Nằm ngay bên cạnh sân Golf Hoàng gia là dự án “Khu du lịch sinh thái hồ Đồng Thái” sẽ cung cấp cho golfer và du khách các dịch vụ hoàn hảo như: Du lịch sinh thái với các hình thức đua thuyền, cắm trại, picnic, khu động vật hoang dã; du lịch mạo hiểm: leo núi, khám phá hang động; du lịch kết hợp với mua sắm hàng hoá.

## Ảnh sân golf

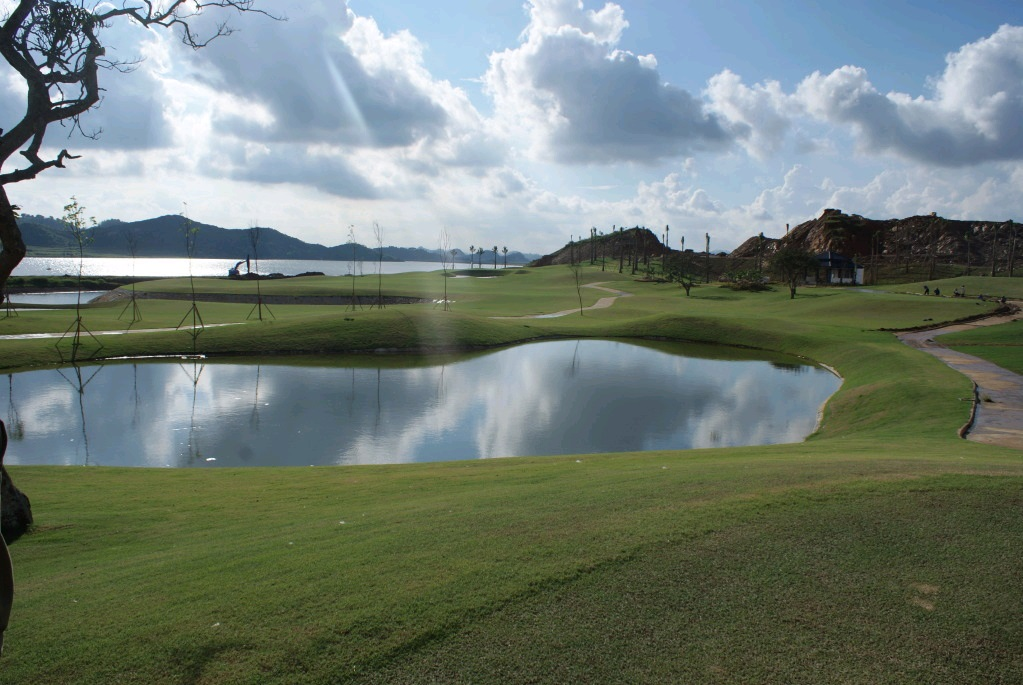
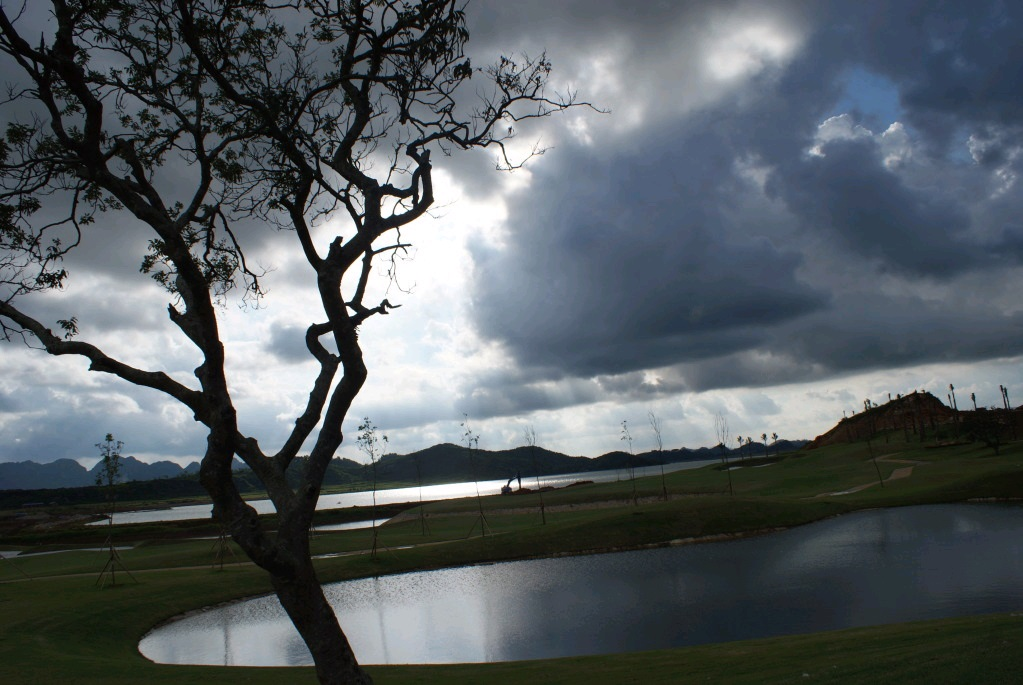
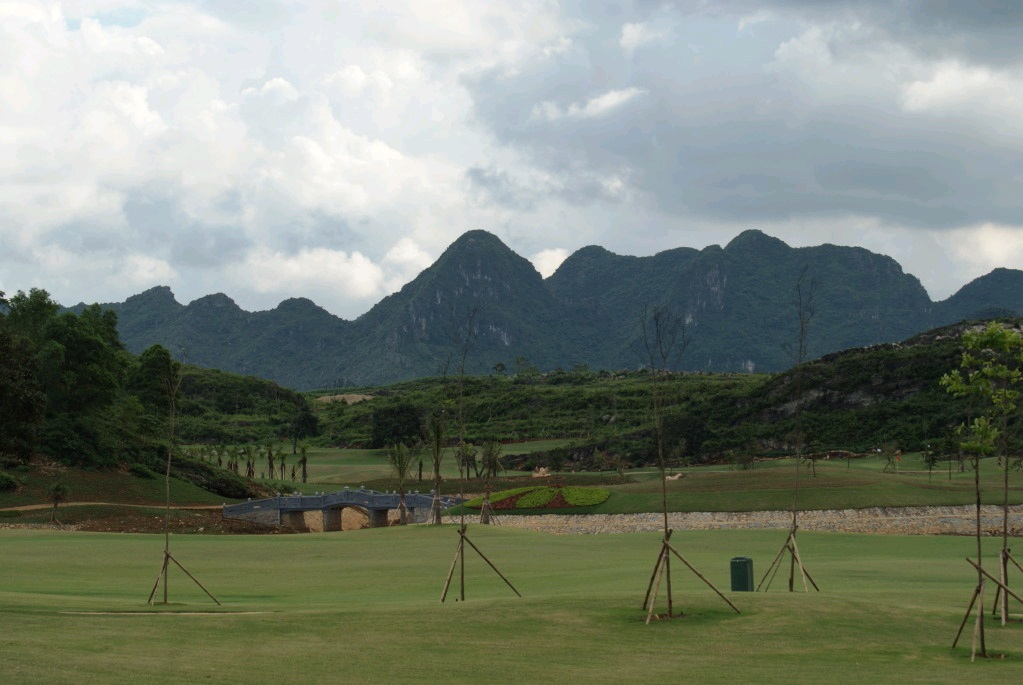
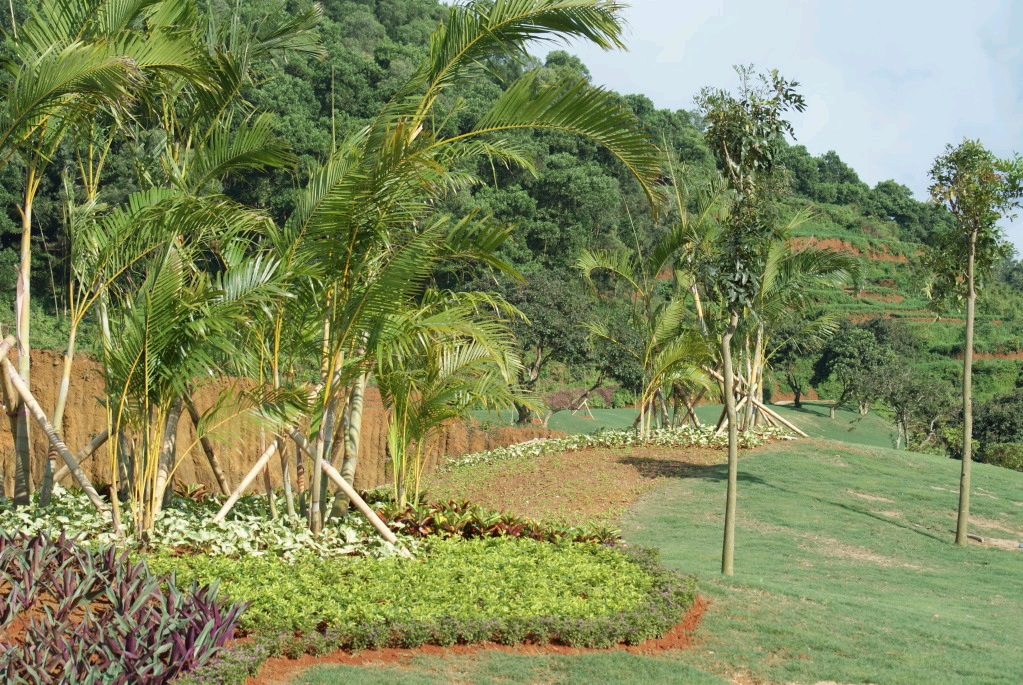